# Nicolae Zamfir
Nicolae Zamfir (født 14. december 1944, død 14. september 2022) var en rumænsk fodboldspiller og træner.